# 大明堂

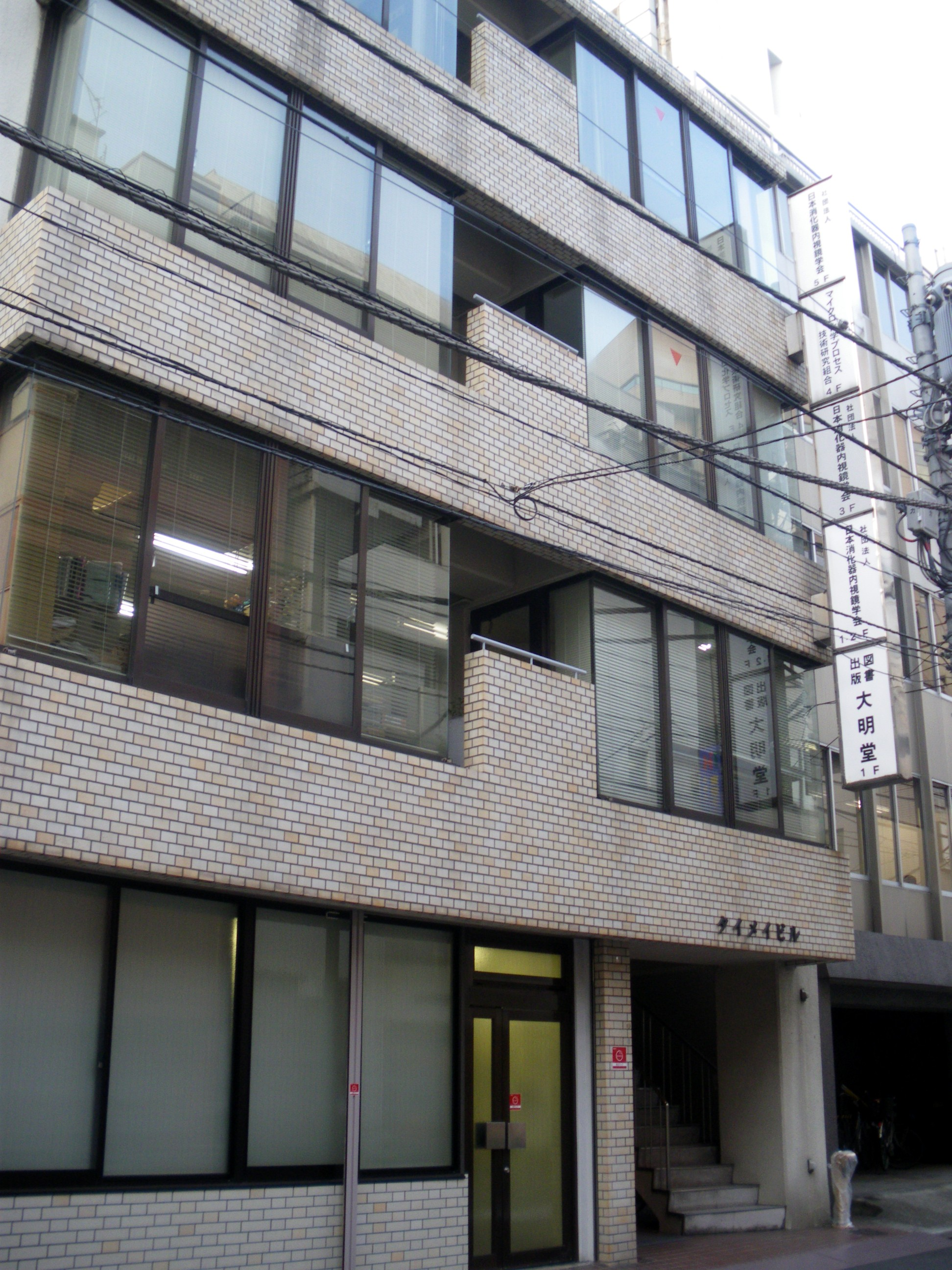
大明堂

大明堂（たいめいどう）は、かつて存在した日本の出版社。
1918年に、神戸文三郎が創業し、第二次世界大戦前から戦時中にかけては、1924年創刊の雑誌『受驗燈』をはじめ、大学受験や教員資格検定試験等の受験案内、参考書類を中心に、空想小説なども手がけていた。戦後には、地理学や宗教学関係の研究書、大学教科書、啓蒙書などを出版した。2004年1月に自主廃業。ロングセラーとなっていた一部のタイトルは、原書房に版権が引き継がれた。

## 代表的な出版物
- シリーズ『日本地誌ゼミナール』『新日本地誌ゼミナール』『世界地誌ゼミナール』『自然地理学講座』『地形図に歴史を読む』
- 岸本英夫・編『世界の宗教』1965年[6]
- ブライアン・J・L・ベリー『小売業・サービス業の立地』1972年 ISBN 978-4470040018
- ポール・クラヴァル (fr:Paul Claval) 『現代地理学の論理』1975年 ISBN 978-4470420049
- 鈴木秀夫『風土の構造』1975年（講談社学術文庫版、1988年 ISBN 978-4061588196）
- 奥野隆史『計量地理学の基礎』1977年
- 藤岡謙二郎『最新地理学辞典』1979年
- 横山昭市『首都』1988年[7]
- 藤田佳久・編著『東亜同文書院・中国調査旅行記録 第1 - 4巻』1994年 - 2002年[8]
- 藤田佳久『東亜同文書院中国大調査旅行の研究』2000年[8]